# لغدرة (القبيطة)

تعديل مصدري - تعديل

لغدرة هي إحدى قرى عزلة كرش بمديرية القبيطة التابعة لمحافظة لحج، بلغ تعداد سكانها 37 نسمة حسب تعداد اليمن لعام 2004.